# Ocma le-Jisra'el
Ocma jehudit (hebrejsky עוצמה יהודית‎, doslova Židovská síla) je krajně pravicová politická strana v Izraeli, která bývá označována za kahanistickou a protiarabskou. Původně vznikla jako Ocma le-Jisra'el (hebrejsky עוצמה לישראל‎, doslova Síla pro Izrael), kterou 13. listopadu 2012 založili poslanci Knesetu Arje Eldad a Micha'el Ben Ari, kteří se před volbami v roce 2013 oddělili od Národní jednoty a založili novou stranu. Strana je řazena mezi strany tzv. národního tábora.
Strana je ideovým nástupcem zakázané strany Kach. Prosazuje deportaci těch, které považuje za „nepřátele Izraele“, a její vůdce Itamar Ben Gvir byl spojován se stranou Kach, i když nyní s postojem deportace všech Arabů z Izraele nesouhlasí.
Ve volbách v roce 2013 kandidovala strana samostatně a v roce 2015 spolu se stranou Jachad. V obou volbách se jim nepodařilo překročit volební práh. Před volbami v dubnu 2019 strana kandidovala s Židovským domovem jako součást Ichud miflegot ha-jamin poté, co Naftali Bennett opustil Židovský domov a založil stranu ha-Jamin he-chadaš. Ichud miflegot ha-jamin sice překročil práh a získal 5 mandátů, Ocma jehudit se však umístila až na 7. místě kandidátky, neboť její zástupce Micha'el Ben Ari byl vyloučen za podněcování. Po zákazu Ben Ariho byl do čela strany jmenován Itamar Ben Gvir.
Ve volbách v září 2019 strana kandidovala samostatně a získala 1,88 % hlasů, ačkoli některé průzkumy předpovídaly, že strana volební práh překročí. Přestože se Ocma jehudit dohodla s Židovským domovem na účasti ve volbách v roce 2020, kandidovala samostatně, když Židovský domov, ha-Jamin he-chadaš a Tkuma vytvořily Jaminu.
Ve volbách v roce 2021 strana kandidovala společně s Náboženskou sionistickou stranou a No'am, což bylo součástí dohody zinscenované Netanjahuem, podle níž měla tato kandidátka získat jeden mandát navíc od Likudu. Po volbách v roce 2021 získal mandát předseda Ocma jehudit Itamar Ben Gvir, přičemž se má za to, že dohoda přivedla stranu do hlavního proudu izraelské politiky.
Ve volbách v roce 2022 získala šest mandátů. Stala se součástí šesté vlády Benjamina Netanjahua. Dne 19. ledna 2025 strana opustila vládu kvůli neshodám ohledně přijetí dohody o příměří s Hamásem. Ben Gvir byl kritikem dohody a požadoval pokračování války až do zničení Hamásu.